# Jörg Evers
Jörg Evers (* 21. Juni 1950 in Bayreuth; † 12. Februar 2023) war ein deutscher Gitarrist, Bassist, Komponist, Arrangeur und Musikproduzent.

## Leben
Jörg Evers studierte Musikwissenschaft an der Ludwig-Maximilians-Universität München sowie Orchestration und Arrangement am Richard-Strauss-Konservatorium. Ab dem Jahr 1971 ging er mit verschiedenen Rockgruppen, wie Amon Düül II, Embryo und der Peter Maffay Band, auf Tournee und veröffentlichte Schallplatten. In seiner Geburtsstadt Bayreuth formierte er 1972 mit Horst Lienhardt und Le-Roy Herz die Band The Box, in den späten 1970er Jahren in München mit Gerard Carbonell und Daniel Dynamite die Punkband The Pack.
Seit 1976 ist er hauptsächlich als Komponist, Arrangeur und Produzent in verschiedenen musikalischen Genres tätig. Insbesondere komponierte er auch Musik für Film und Fernsehen, z. B. für die Sendung Herzblatt und die Filme Werner – Beinhart! und Ballermann 6 sowie als Manni Ickx für Manta Manta.
Mit seinen musikalischen Werken errang Evers mehrere Gold- und Platin-Auszeichnungen sowie internationale Preise, wie den Best Composers Award beim 9. Tokyo Music Festival und zwei ASCAP-Preise 2001.
Im Jahre 1997 wurde Evers als stellvertretender Vorsitzender des Landesverbands Bayern des Deutschen Komponistenverbands (DKV) benannt. Seit 2006 war er Präsident des Bundesverbands des DKV. Weiterhin war er seit 2000 Mitglied des Vorstandes des Composers Club und Mitglied des Aufsichtsrats der GEMA (damals als Vertreter der Kurie Komponisten). Im Jahre 2009 übernahm er den Vorsitz im GEMA-Aufsichtsrat, den er bis März 2012 innehatte.

## Filmografie (Auswahl)
- 1976: Anschi und Michael (Fernsehminiserie)
- 1979: Schluchtenflitzer
- 1982: Nacht der Wölfe
- 1983: Bolero
- 1984: Tapetenwechsel
- 1986: Herzblatt (Fernsehserie)
- 1988: Der Schwammerlkönig (Fernsehserie)
- 1990: Werner – Beinhart!
- 1994: Voll normaaal
- 1997: Ballermann 6